# Arnuwandas I
Arnuwandas I va ser un rei hitita cap als anys 1390 aC 1370 aC. Era gendre i successor de Tudhalias II. La seva dona, filla de Tudhalias i de Nikalmati, es deia Asmunikal o Ašmu-nikal (nom hurrita) amb qui va tenir el seu hereu Tudhalias III i un altre fill que també va portar un nom hurrita: Asmi-Sarruma (Ašmi-Šarruma). Va portar el títol de Labarnas, Gran Rei i Sol Meu. Va accedir al títol sense problemes, ja que havia estat associat al govern pel seu sogre i s'havia establert una corregència. Els reis hitites van assolir alguns obligacions religioses amb els déus hurrites venerats a la ciutat de Nerik, que abans feien els reis de Kizzuwatna, i que havia estat ocupada pels kashkes.

## Biografia
Arnuwandas, que havia fet algunes campanyes guerreres amb el seu sogre, va haver de lluitar amb els kashkes. Aquestes tribus, que es trobaven en un període expansiu, es van apoderar de molts territoris hitites que van sotmetre a saqueig: Nerik, Hursama (Huršama), Kastama (Kaštama), Serisa (Šeriša), Himuwa, Taggasta (Taggašta), Kammama, Zalpuwa, Kapiruha, Hurna, Dankusna (Dankušna), Tapasawa (Tapašawa), Tarukka, Ilaluha, Zihhana, Sipidduwa (Šipidduwa), Washaya (Wašhaya) i Patalliya. Nerik, que era el centre de culte al déu de les tempestes va ser una de les ciutats més afectades. Es van fer ofrenes als déus buscant el seu ajut per recuperar les terres, i en una inscripció sobre aquest tema es detalla: "van destruir els ídols dels déus, van saquejar l'or, la plata, els objectes de cultes, les copes d'or i plata, les pedres precioses, els objectes de bronze i els guarniments i s'ho van dividir entre ells; també es van repartir els sagrats sacerdots, els sacerdots, les sacerdotesses de la mare del déu, els sacerdots Gudu, els musics, els cantants, els cuiners, pastissers, grangers i jardiners i els van convertir en els seus servents; es van repartir els ramats i les ovelles, i entre ells es van repartir els camps de blat, i les vinyes utilitzades per les libacions; els kashkes s'ho van quedar tot per ells"; després afegeix "com que els kashkes havien conquerit la terra de Nerik per a ells, nosaltres vàrem continuar enviant els rituals al déu de les tempestes de Nerik i als déus de Nerik, des Hattusa, a la ciutat d'Hakpis (Hakpiš), és a dir els pans, les libacions, els bous i les ovelles més grans". Nerik va seguir en mans dels kashka fins al regnat de Mursilis III.

### Expansió del regne
Arnuwandas, durant el seu regnat va mantenir l'hegemonia sobre Khalap (Àlep) i Kizzuwatna que s'havia annexionat, sobre Washukanni, antiga capital dels hurrites que ja formava part de Kizzuwatna i s'esmenta també la ciutat d'Ura amb la que va establir un protocol, ja que era el centre del mercat marítim amb Ugarit i Egipte, situada a la costa sud-central. Ahhiyawa, dirigida per Attariššiya "l'home d'Ahhiya", va atacar Madduwatta, rei de Zippasla. Un exèrcit hitita va intervenir en favor de Madduwatta i va rebutjar als aqueus. Després Attariššiya va desembarcar a Alasiya o Alashiya (Alašiya, Xipre), que probablement pertanyia des feia poc als hitites, i se'n va apoderar. Madduwatta, va marxar a Alashiya i la va conquerir i la va incorporar al seu regne. Arnuwanda va demanar a Madduwatta de retornar l'illa al control hitita però el resultat final no és conegut. Madduwatta va trair als hitites i per matrimoni (la seva filla es va casar amb el rei Kupanta-Lamma) va ser rei d'Arzawa.

### Organització interior
Arnuwandas dur a terme una important activitat d'organització política al seu territori. Es conserven diverses "instruccions" que va dirigir als seus súbdits. Una de les principals són "les instruccions als senyors de les torres", els governadors de districtes rurals. Cada província rural tenia com a centre una ciutat emmurallada i se'ls indicava com havien de defensar la regió si eren atacats i com havia d'actuar quan els hitites passaven a l'atac. Les detallades instruccions anaven des del que s'havia de fer a primera hora, el que s'havia de fer en cas de veure alguna cosa, o en cas d'atacs, els deures dels soldats i les obligacions del governador. També es conserven unes instruccions sobre les obligacions del personal del palau. S'han conservat també documents sobre donacions de terres que van fer Arnuwandas, la seva esposa Asmunikal i seu fill Tudhalias, que portava el títol de tukhanti, que se suposa que vol dir "hereu designat". En un altre lloc el nom del fill és Tasmisarri, que segurament era el nom familiar del que després seria el rei Tudhalias. Se sap que els prínceps hitites portaven un nom familiar en llengua hurrita que quan pujaven al tron canviaven.
El va succeir aquest fill seu amb el nom de Tudhalias III.